# Braunes Ordensband
Das Braune Ordensband (Minucia lunaris) ist ein Schmetterling (Nachtfalter) aus der Familie der Eulenfalter (Noctuidae). Der deutsche Name „Braunes Ordensband“ ist systematisch etwas irreführend, denn die Art gehört nicht zur Gattung der klassischen Ordensbänder (Catocala).

## Merkmale

### Falter
Die Falter erreichen eine Flügelspannweite von 52 bis 60 Millimetern, wobei die Weibchen größer werden, als die Männchen. Die Farbe der Vorderflügel reicht von grau über hellbraun bis zu dunkelbraun. Die innere und äußere Querlinie ist hell, oft dunkel gesäumt und leicht gewellt, dagegen ist die Wellenlinie stark gewellt bis leicht gezackt. Die äußere Querlinie ist häufig sogar von einem etwas breiteren, dunklen Band gesäumt. Im Kontaktbereich der äußeren Querlinie mit dem Vorderrand ist das Band oft sehr dunkel, fleckartig ausgebildet. Häufig weicht das Saumfeld von der Grundfarbe ab und ist prominent hervorgehoben. Die Fransen sind ebenfalls farblich abgesetzt, heller oder etwas dunkler gefärbt. Die Nierenmakel ist verhältnismäßig klein und dunkler als die Grundfarbe, häufig sogar tiefschwarz. Außerdem ist ein sehr kleiner, schwarzer Orbikularfleck vorhanden. Auch das Wurzelfeld weist einen schwarzen Fleck auf, der aber etwas größer als der Orbikularfleck ist. Die Fransen weisen an der Basis im Schnittpunkt mit den Adern dunkle Punkte auf. Die Hinterflügel sind fein gelb umsäumt und sonst dunkelbraun mit einem noch dunklerem Band quer durch die Mitte des Flügels. Die Fühler sind lang und die Augen groß.

### Ei, Raupe und Puppe
Das Ei ist unten stark abgeflacht, mit 20 welligen Längslinien und feineren Querlinien. Es ist nach der Eiablage zunächst hellgrün gefärbt, mit einer fleckigen, weißen Binde; auch die Eibasis ist weiß gefärbt. Die Farbe wechselt kurz vor dem Schlüpfen der Eiraupe zu dunkelrot. Die Raupen sind zunächst grün und weiß punktiert, mit rötlichen Seitenstreifen. Die späteren Stadien sind bräunlichgrau mit einem bräunlichen Kopf, der aber gelbliche und dunklere, längliche Markierungen aufweist. Der Rücken zeigt eine schwache, relativ breite Rückenzone. Auf dem vierten Segment sitzen zwei orangerote Seitenhöcker; auf dem vorletzten Segment sind zwei kleine, hellbraune, dunkelt umsäumte Augenflecke ausgebildet. Die Raupen sind vor der Verpuppung 60 bis 70 mm lang. Die Puppe ist dunkelrotbraun bis schwärzlich braun, mit einem gerunzelten Kremaster. Dieser weist zwei längere und vier kürzere gekrümmte Borsten auf.

## Geographische Verbreitung und Lebensraum
Das Braune Ordensband kommt in Süd- und Mitteleuropa vor; inzwischen gilt auch ein Vorkommen in Südschweden als bodenständig. Auch in Südengland tritt die Art auf, ob als Migrant oder bodenständig, ist umstritten; anscheinend war sie zumindest zeitweise bodenständig. Ihr Verbreitungsgebiet erstreckt sich dabei auch quer durch Mittelrussland bis zur Wolga und nach Kasachstan, außerdem ist sie in Nordafrika und Kleinasien sowie Zypern beheimatet. Sie bevorzugt sonnige und trockene Plätze wie Hänge, Lichtungen, Waldränder, lichte Laubmischwälder (besonders Eichenwälder, z. B. der Offenwald in der Trockenaue am Oberrhein) oder Schneisen/Einschläge und Täler. Im Gebirge findet man das Braune Ordensband bis zu einer Höhe von 800 m.

## Lebensweise
Das Braune Ordensband bildet eine Generation pro Jahr aus. Die Flugzeit der scheuen Falter beginnt im Mai und endet Ende Juni. In Südeuropa kann sie jedoch schon im März beginnen. Die Tiere sind nachtaktiv, gelegentlich sind sie aber auch am Nachmittag anzutreffen, wenn sie über die Wiesen fliegen. Sie lassen sich leicht aus der Laubstreu aufscheuchen. Nachts findet man die Falter an Lichtquellen, die sie bei der geringsten Störung direkt wieder verlassen. Sie kommen auch an den Köder und besuchen Blüten. Die Raupen leben von den Knospen und Blättern von Eichen (Quercus). In ihrer Bewegung erinnern sie eher an Spannerraupen. Junge Raupen verstecken sich zunächst an der Blattunterseite, später, wenn sie die Farbe gewechselt haben, sitzen sie an den Zweigen (Astmimese). Sie verpuppen sich noch im Herbst, die Puppe überwintert in einem festen Kokon am Boden.

## Gefährdung
Das Braune Ordensband ist auf der Roten Liste gefährdeter Arten der BRD in die Kategorie 3 als „gefährdet“ eingestuft. In Sachsen und Thüringen ist sie vom Aussterben bedroht (Kategorie 1); Bayern, Niedersachsen und Nordrhein-Westfalen stufen sie als „stark gefährdet“ (Kategorie 2) ein.

## Systematik und Taxonomie
Die Art wurde 1775 von Michael Denis und Johann Ignaz Schiffermüller als Noctua lunaris erstmals wissenschaftlich beschrieben. Minucia inconspicua Warren, 1913 ist ein jüngeres Synonym von Minucia lunaris Denis & Schiffermüller, 1775. Minucia lunaris ist die Typusart der Gattung Minucia Moore, 1885. Derzeit sind zehn Arten der Gattung bekannt, davon kommt aber nur eine Art, das Braune Ordensband in Europa vor. Früher wurde die Art auch zur Gattung Pseudophia Guenée, 1852 gestellt. Diese Gattung ist jedoch ein jüngeres, objektives Synonym der Gattung Clytie Hübner, 1823. Diese Gattung ist von Minucia deutlich verschieden, wird jedoch ebenfalls zur Unterfamilie Catocalinae gestellt.